# Sandholme (East Riding of Yorkshire)
Sandholme – osada w Anglii, w hrabstwie East Riding of Yorkshire. Leży 28 km na zachód od miasta Hull i 255 km na północ od Londynu.